# Nemoura lacustris
Nemoura lacustris är en bäcksländeart som beskrevs av Pictet, A.E. 1865. Nemoura lacustris ingår i släktet Nemoura och familjen kryssbäcksländor. Inga underarter finns listade i Catalogue of Life.